# Krzysztof Tatarkiewicz
Krzysztof Tatarkiewicz (ur. 13 grudnia 1923 w Warszawie, zm. 2 czerwca 2011 w Warszawie) – polski matematyk i historyk nauki.

## Życiorys
Jego ojcem był filozof Władysław Tatarkiewicz, matką – Teresa Helena Maria z Potworowskich hr. Dębno (1892–1978); był wnukiem Ksawerego Tatarkiewicza, a jego pradziadkiem był rzeźbiarz Jakub Józef Tatarkiewicz.
Krzysztof Tatarkiewicz uzyskał w 1939 roku małą maturę, a w 1942 roku zdał pełną maturę w I Państwowym Gimnazjum i Liceum im. Stefana Batorego w Warszawie. W czasie wojny studiował matematykę na tajnych kompletach Uniwersytetu Warszawskiego. Po wojnie studiował na Uniwersytecie Jagiellońskim, gdzie uzyskał magisterium z matematyki w 1947 roku i doktorat w 1950. Początkowo pracował w Krakowie, a w 1951 zaczął pracować w Lublinie. W 1962 roku zaczął pracę na Politechnice Warszawskiej, a od 1971 był profesorem nadzwyczajnym na Wydziale Matematyki i Mechaniki Uniwersytetu Warszawskiego. Przeszedł na emeryturę w 1994 roku.
Zajmował się teorią aproksymacji, równaniami różniczkowymi, podstawami analizy matematycznej, analizą numeryczna, teorią liczb, historią matematyki. Napisał podręczniki do podstaw mechaniki teoretycznej i rachunku wariacyjnego.
Według biografa Krzysztof Tatarkiewicz był niezrównanym gawędziarzem, w plastyczny, wręcz filmowy sposób opisywał życie towarzyskie.
Od 1951 roku był mężem romanistki i tłumaczki Anny Tatarkiewicz, jego synem jest Jan Jakub Tatarkiewicz.
Jest pochowany w grobowcu rodzinnym na Cmentarzu Powązkowskim.

### Nagroda im. Krzysztofa Tatarkiewicza
Nagroda im. Krzysztofa Tatarkiewicza została ufundowana w 2021 roku i od tego roku jest wręczana. Jest to wyróżnienie dla młodego matematyka lub matematyczki, absolwenta II Liceum Ogólnokształcącego z Oddziałami Dwujęzycznymi im. Stefana Batorego, konieczne jest podjęcie studiów na kierunku matematycznym.
Wśród laureatów: Filip Mateńko (2021) za osiągnięcia matematyczne oraz reprezentowanie szkoły w innych dziedzinach naukowych, działalność społeczną Filipa oraz promowanie matematyki wśród najmłodszych;
Marcin Weremczuk (2022) za osiągnięcia matematyczne i geograficzne, promowanie matematyki wśród najmłodszych.